# Милятович, Драгойе
Драгойе «Шварц» Милятович (серб. Драгоје "Шварц" Миљатовић; 1908, Меджуводже — 5 декабря 1941, Мраковица) — югославский партизан, участник Народно-освободительной войны Югославии, Народный герой Югославии.

## Краткая биография
До войны был крестьянином, с 1941 года член КПЮ. На фронте с июля 1941 года, был инициатором антифашистского восстания в Кнежице и Козарской-Дубице. В боях на Козаре проявил себя как храбрый воин.
Погиб в бою 5 декабря 1941 в Мраковице. Увековечен в нескольких народных песнях хорватов и бошняков, проживающих на территории Козары. 5 июля 1951 посмертно награждён Орденом Народного героя Югославии.